# Tamana

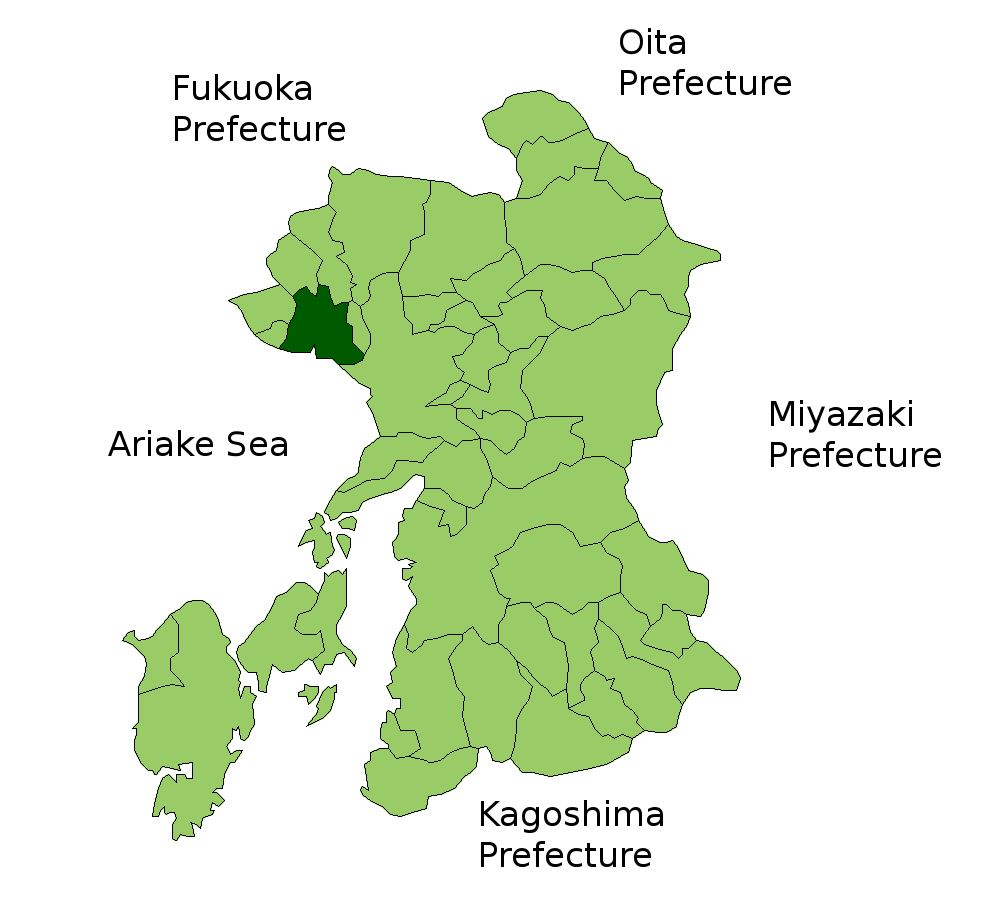

Tamana (玉名市 Tamana-shi?) este un municipiu din Japonia, prefectura Kumamoto.

## Personalități născute aici
- Chishū Ryū (1904 - 1993), actor.